# USS LST-704
O USS LST-704 foi um navio de guerra norte-americano da classe LST que operou durante a Segunda Guerra Mundial.